# 瓦爾訥河
52°5′53″N 10°34′16″E / 52.09806°N 10.57111°E

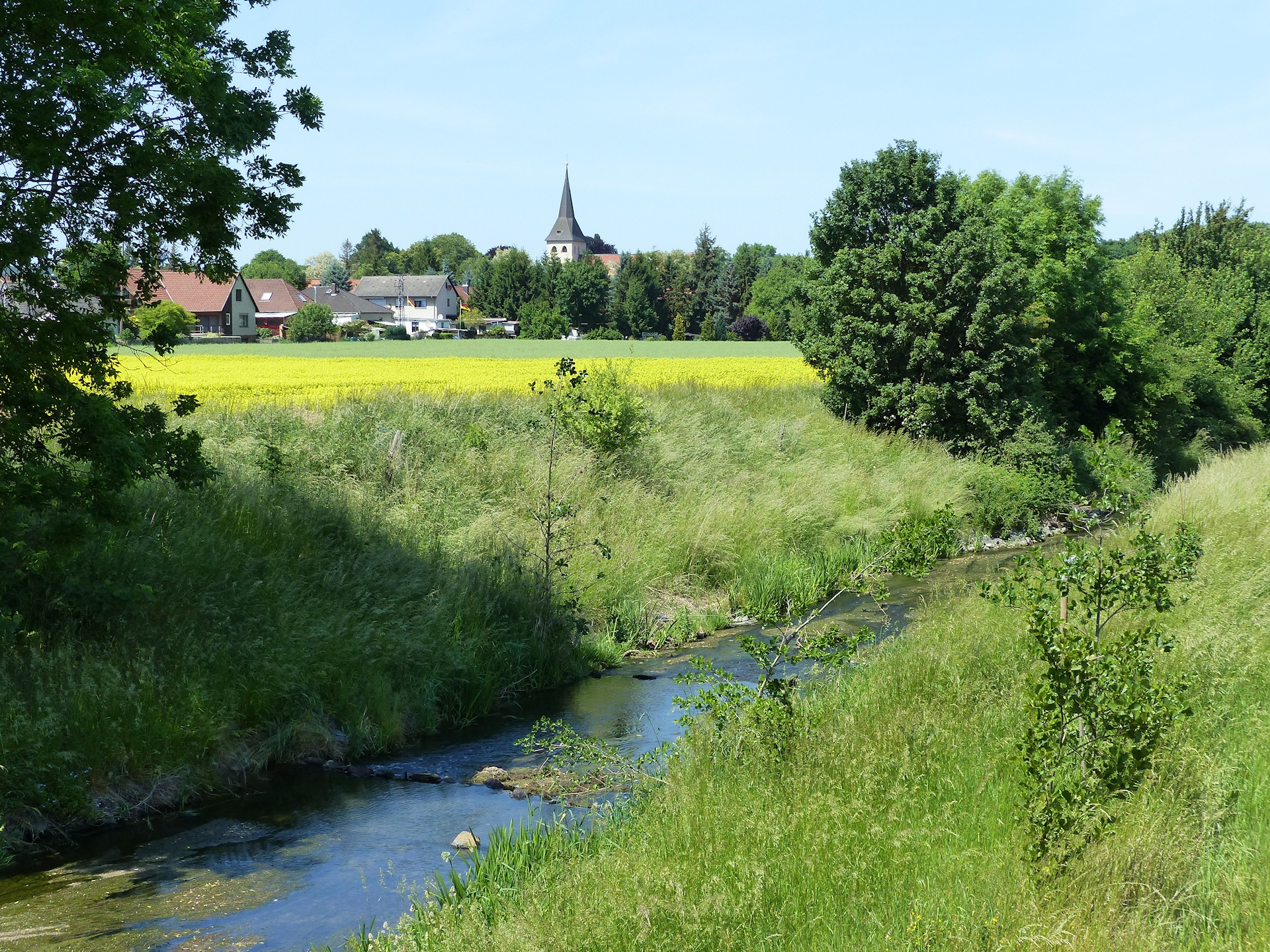
瓦爾訥河

瓦爾訥河（德語：Warne），是德國的河流，位於該國西北部，由下薩克森州負責管轄，屬於奧克河的左支流，河道全長25公里，流域面積100平方公里，河口處在多施塔特附近。